# Habromys schmidlyi
Habromys schmidlyi is een knaagdier uit de Neotominae dat alleen voorkomt in Guerrero en Mexico. Hij lijkt het meeste op H. simulatus en H. chinanteco, maar morfometrisch verschilt H. schmidlyi sterk van die soorten.